# Las Flores partido
Las Flores egy partido (körzet) Argentínában a Buenos Aires tartományban. A fővárosa Las Flores.

## Települések
| - Las Flores - Pardo - El Trigo - Coronel Boerr | Parajes - Rosas - Plaza Montero - El Gualichu - La Porteña - Vilela - El Mosquito - Dr. Domingo Harosteguy - Gorchs - Estrugamou - Pago de Oro - El Despunte - El Tropezón - Sol de Mayo - El Toro |